# نیروی زمینی ایالات متحده آمریکا
نیروی زمینی ایالات متحده آمریکا شاخه زمینی نیروهای مسلح ایالات متحده آمریکا است. این نیرو یکی از هشت نیروی یونیفرم‌پوش ایالات متحده است و در قانون اساسی ایالات متحده آمریکا به عنوان نیروی زمینی ایالات متحده تعیین شده است. این نیرو نخستین نیروی رزمی ایالات متحده آمریکا است که در ژوئن ۱۷۷۵ از سوی کنگره قاره‌ای و برای پشتیبانی نیروهای مردمی در جنگ استقلال آمریکا تشکیل گردید و ارتش استقلال طلبان نام گرفت. نیروی زمینی ایالات متحده آمریکا با داشتن بیش از یک میلیون پرسنل و نیروی نظامی بعد از ارتش آزادی‌بخش خلق دومین نیروی زمینی (تنها از لحاظ تعداد پرسنل نظامی) در جهان می‌باشد.

## تاریخچه
ارتش قاره‌ای در ۱۴ ژوئن ۱۷۷۵ توسط دومین کنگره قاره‌ای به عنوان ارتشی متحد برای مستعمرات جهت مبارزه با بریتانیا ایجاد شد و جورج واشینگتن به عنوان فرمانده آن منصوب شد. این ارتش در ابتدا توسط مردانی رهبری می‌شد که در ارتش بریتانیا یا شبه‌نظامیان استعماری خدمت کرده بودند و بخش زیادی از میراث نظامی بریتانیا را با خود به همراه داشتند. با پیشرفت جنگ، کمک‌ها، منابع و تفکر نظامی فرانسه به شکل‌گیری ارتش جدید کمک کرد. تعدادی از سربازان اروپایی به تنهایی برای کمک آمدند، مانند فریدریش ویلهلم فون استوبن که تاکتیک‌ها و مهارت‌های سازمانی ارتش پروس را به نیروهای آمریکایی آموزش دادند.
ارتش در سال‌های ۱۷۸۰ و ۱۷۸۱ در جنوب نبردهای تن به تن متعددی انجام داد و گاهی اوقات از استراتژی فابیان و تاکتیک‌های جنگ و گریز استفاده می‌کرد؛ تحت فرماندهی سرلشکر ناتانیل گرین، به نقاطی که بریتانیایی‌ها دارای ضعف بودند، حمله می‌کرد تا نیروهایشان را تضعیف کند. واشینگتن در ترنتون و پرینستون پیروزی‌هایی را علیه بریتانیایی‌ها بدست آورد، اما در نبردهای نیویورک و نیوجرسی در سال ۱۷۷۶ و نبرد فیلادلفیا در سال ۱۷۷۷ شکست خورد. با پیروزی قاطع در یورک‌تاون و کمک فرانسوی‌ها، ارتش قاره‌ای بر بریتانیایی‌ها پیروز شد.
پس از جنگ، ارتش قاره‌ای در بازتاب بی‌اعتمادی جمهوری‌خواهان به ارتش‌های دائمی، منحل شد. شبه‌نظامیان ایالتی به تنها ارتش زمینی ملت جدید تبدیل شدند، به جز یک هنگ برای محافظت از مرز غربی و یک واحد توپخانه که از زرادخانه وست پوینت محافظت می‌کرد. با این حال، به دلیل ادامه درگیری با بومیان آمریکا، به زودی لازم بود که یک ارتش دائمی آموزش‌دیده به میدان فرستاده شود. ارتش منظم در ابتدا بسیار کوچک بود و پس از شکست ژنرال سنت کلر در نبرد وابش، که در آن بیش از ۸۰۰ سرباز کشته شدند، ارتش منظم به عنوان لژیون ایالات متحده، که در سال ۱۷۹۱ تأسیس شد و در سال ۱۷۹۶ به ارتش ایالات متحده تغییر نام داد و سازماندهی مجدد شد.
در سال ۱۷۹۸، در طول شبه‌جنگ با فرانسه، کنگره ایالات متحده یک «ارتش موقت» سه‌ساله متشکل از ۱۰۰۰۰ نفر، متشکل از دوازده هنگ پیاده‌نظام و شش گروه از سواره‌نظام‌های سبک، تأسیس کرد. در مارس ۱۷۹۹، کنگره یک «ارتش نهایی» متشکل از ۳۰۰۰۰ نفر، شامل سه هنگ سواره‌نظام، ایجاد کرد. هر دو «ارتش» فقط روی کاغذ وجود داشتند، اما تجهیزات لازم برای ۳۰۰۰ نفر سرباز و اسب تهیه و ذخیره شد.

### جنگ ۱۸۱۲
جنگ ۱۸۱۲ دومین و آخرین جنگ بین ایالات متحده و بریتانیای کبیر بود. این جنگ به سه بخش شمالی، جنوبی و دریایی تقسیم شد. در حالی که بخش بزرگی از جنگ بین ایالات متحده و بریتانیا در جریان بود، قبایل بومی مختلفی در هر دو طرف درگیری می‌جنگیدند. نتیجه این جنگ، پیمان گنت است و عموماً بی‌نتیجه تلقی می‌شود و دوره‌ای از صلح بین ایالات متحده و بریتانیای را به همراه داشت که بیش از دو قرن ادامه داشته است.

### جنگ‌های سمینول
دوره طولانی جنگ بین ایالات متحده و سمینول‌ها که جنگ‌های سمینول نام داشت، بیش از ۵۰ سال طول کشید. استراتژی‌های معمول مورد استفاده علیه قبایل بومی آمریکا شامل تصاحب ذخایر غذایی زمستانی و تشکیل اتحاد با دشمنان یک قبیله بود.

### جنگ مکزیک و آمریکا
نیروی زمینی ارتش ایالات متحده در جنگ مکزیک و آمریکا جنگید و پیروز شد، که رویدادی تعیین‌کننده برای هر دو کشور بود. پیروزی ایالات متحده منجر به پیمان گوادالوپه هیدالگو شد که بخش بزرگی از سرزمین مکزیک را به ایالات متحده واگذار کرد که شامل ایالت‌های امروزی کالیفرنیا، نوادا، نیومکزیکو، آریزونا، تگزاس و بخش‌هایی از کلرادو و وایومینگ می‌شد.

### جنگ داخلی آمریکا
جنگ داخلی آمریکا از نظر تلفات، پرهزینه‌ترین جنگ برای ایالات متحده بود. پس از آنکه اکثر ایالت‌های برده‌دار واقع در جنوب ایالات متحده، ایالت‌های کنفدراسیون را تشکیل دادند، ارتش ایالت‌های کنفدراسیون، به رهبری افسران سابق ارتش ایالات متحده، بخش بزرگی از نیروی انسانی سفیدپوستان جنوبی را بسیج کرد. نیروهای ایالات متحده ("اتحادیه" یا "شمال") ارتش اتحادیه را تشکیل دادند که شامل بخش کوچکی از واحدهای ارتش منظم و بخش بزرگی از واحدهای داوطلب بود که از هر ایالت، شمال و جنوب، به جز کارولینای جنوبی، تشکیل شده بودند.
در دو سال اول، نیروهای کنفدراسیون در نبردهای تعیین‌شده عملکرد خوبی داشتند، اما کنترل ایالت‌های مرزی را از دست دادند. کنفدراسیون‌ها از این مزیت برخوردار بودند که از یک قلمرو وسیع در منطقه‌ای دفاع می‌کردند که بیماری در آن دو برابر بیشتر از نبردها باعث مرگ و میر می‌شد. اتحادیه، استراتژی تصرف خط ساحلی، محاصره بنادر و کنترل سیستم‌های رودخانه‌ای را دنبال می‌کرد. تا سال ۱۸۶۳، کنفدراسیون در حال خفه شدن بود. ارتش‌های شرقی آن به خوبی جنگیدند، اما ارتش‌های غربی یکی پس از دیگری شکست خوردند تا اینکه نیروهای اتحادیه در سال ۱۸۶۲ نیواورلئان را به همراه رودخانه تنسی تصرف کردند. در نبرد ویکسبورگ ۱۸۶۲–۱۸۶۳، ژنرال اولیس گرانت رودخانه می‌سی‌سی‌پی را تصرف و ارتباط جنوب غربی را قطع کرد. گرانت در سال ۱۸۶۴ فرماندهی نیروهای اتحادیه را به دست گرفت و پس از یک سری نبرد با تلفات بسیار سنگین، ژنرال رابرت ای. لی را در ریچموند محاصره کرد، زیرا ژنرال ویلیام تکامسه شرمن آتلانتا را تصرف کرد و از جورجیا و کارولیناها عبور کرد. پایتخت کنفدراسیون در آوریل ۱۸۶۵ رها شد ولی متعاقباً ارتش خود را در ساختمان دادگاه آپوماتوکس تسلیم کرد. تمام ارتش‌های دیگر کنفدراسیون ظرف چند ماه تسلیم شدند.
این جنگ همچنان مرگبارترین درگیری در تاریخ ایالات متحده است که منجر به مرگ ۶۲۰٬۰۰۰ نفر از هر دو طرف شد. بر اساس آمار سرشماری سال ۱۸۶۰، معادل ۸٪ از کل مردان سفیدپوست ۱۳ تا ۴۳ ساله در جنگ جان باختند، از جمله ۶٫۴٪ در شمال و ۱۸٪ در جنوب.

### جنگ با بومیان
پس از جنگ داخلی، ارتش ایالات متحده مأموریت داشت قبایل غربی بومیان آمریکا را در مناطق حفاظت‌شده سرخپوستان مهار کند. آنها قلعه‌های زیادی برپا کردند و در آخرین جنگ‌های سرخپوستان آمریکا شرکت کردند. نیروهای ارتش ایالات متحده همچنین در دوران بازسازی، چندین ایالت جنوبی را اشغال کردند.
از سال ۱۹۱۰، ارتش شروع به خرید هواپیماهای بال ثابت کرد. در سال ۱۹۱۰، در طول انقلاب مکزیک، ارتش برای تضمین امنیت جان و مال مردم، در شهرهای آمریکایی نزدیک مرز مستقر شد. در سال ۱۹۱۶، پانچو ویا، یکی از رهبران اصلی شورشیان، به کلمبوس، نیومکزیکو حمله کرد و باعث مداخله ایالات متحده در مکزیک تا ۷ فوریه ۱۹۱۷ شد. آنها تا سال ۱۹۱۸ با شورشیان و نیروهای فدرال مکزیک جنگیدند.

### جنگ‌های جهانی
ایالات متحده در سال ۱۹۱۷ به عنوان یک «قدرت متحد» در کنار بریتانیا، فرانسه، روسیه، ایتالیا و دیگر متفقین به جنگ جهانی اول پیوست. نیروهای آمریکایی به جبهه غربی اعزام شدند و در آخرین حملاتی که به جنگ پایان داد، شرکت داشتند. با آتش‌بس در نوامبر ۱۹۱۸، ارتش بار دیگر نیروهای خود را کاهش داد.
در سال ۱۹۳۹، تخمین‌ها از قدرت ارتش بین ۱۷۴۰۰۰ تا ۲۰۰۰۰۰ سرباز متغیر بود، که کمتر از ارتش پرتغال بود، که از نظر اندازه در رتبه هفدهم یا نوزدهم جهان قرار داشت. ژنرال جرج مارشال در سپتامبر ۱۹۳۹ به عنوان رئیس ستاد نیروی زمینی منصوب شد و گسترش و نوسازی ارتش را برای آمادگی در جنگ آغاز کرد.
سربازان آمریکایی در حال جستجوی نفوذی‌های ژاپنی در جریان نبرد بوگنویل
ایالات متحده در دسامبر ۱۹۴۱ پس از حمله ژاپن به پرل هاربر به جنگ جهانی دوم پیوست. قرار بود حدود ۱۱ میلیون آمریکایی در عملیات‌های مختلف ارتش خدمت کنند. در جبهه اروپا، نیروهای ارتش ایالات متحده بخش قابل توجهی از نیروهایی را تشکیل می‌دادند که در شمال آفریقا تحت سلطه فرانسه فرود آمدند و تونس را تصرف کردند و سپس به سیسیل رفتند و بعداً در ایتالیا جنگیدند. در فرودهای ژوئن ۱۹۴۴ در شمال فرانسه و در آزادسازی متعاقب اروپا و شکست آلمان نازی، میلیون‌ها سرباز ارتش ایالات متحده نقش محوری ایفا کردند. در سال ۱۹۴۷، تعداد سربازان ارتش ایالات متحده از هشت میلیون نفر در سال ۱۹۴۵ به ۶۸۴۰۰۰ سرباز کاهش یافت و تعداد کل لشکرهای فعال از ۸۹ به ۱۲ لشکر کاهش یافت. رهبران ارتش این ترخیص نیروها را یک موفقیت می‌دانستند.
در جنگ اقیانوس آرام، سربازان نیروی زمینی ایالات متحده در کنار سپاه تفنگداران دریایی ایالات متحده در تصرف جزایر اقیانوس آرام از کنترل ژاپن شرکت کردند. پس از تسلیم نیروهای محور در ماه مه (آلمان) و اوت (ژاپن) سال ۱۹۴۵، نیروهای زمینی برای اشغال دو کشور شکست خورده به ژاپن و آلمان اعزام شدند. دو سال پس از جنگ جهانی دوم، نیروهای هوایی ارتش در سپتامبر ۱۹۴۷ از ارتش جدا شدند و به نیروی هوایی ایالات متحده تبدیل شدند. در سال ۱۹۴۸، ارتش با دستور ۹۹۸۱ رئیس‌جمهور هری اس. ترومن از حالت تفکیک نژادی خارج شد.

### جنگ سرد
پایان جنگ جهانی دوم، زمینه را برای رویارویی شرق و غرب که به جنگ سرد معروف است، فراهم کرد. با وقوع جنگ کره، نگرانی‌ها در مورد دفاع از اروپای غربی افزایش یافت. دو سپاه پنجم و سپاه هفتم، در سال ۱۹۵۰ تحت ارتش هفتم ایالات متحده دوباره فعال شدند و قدرت ایالات متحده در اروپا از یک لشکر به چهار لشکر افزایش یافت. صدها هزار سرباز آمریکایی تا دهه ۱۹۹۰ در آلمان غربی و تعدادی دیگر در بلژیک، هلند و بریتانیا مستقر بودند تا در انتظار حمله احتمالی شوروی باشند.
تانک‌های آمریکایی و تانک‌های شوروی در ایست بازرسی چارلی، ۱۹۶۱
در طول جنگ سرد، نیروهای آمریکایی و متحدانش با نیروهای کمونیست در کره و ویتنام جنگیدند. جنگ کره در ژوئن ۱۹۵۰ آغاز شد، زمانی که شوروی از جلسه شورای امنیت سازمان ملل خارج شد و حق وتوی احتمالی خود را از دست داد. صدها هزار نیروی آمریکایی تحت چتر سازمان ملل متحد برای جلوگیری از تصرف کره جنوبی توسط کره شمالی و بعداً برای حمله به کشور شمالی جنگیدند. پس از پیشروی‌ها و عقب‌نشینی‌های مکرر هر دو طرف و ورود ارتش خلق چین به جنگ، توافق آتش‌بس کره در ژوئیه ۱۹۵۳ شبه جزیره را به وضعیت موجود بازگرداند.

### جنگ ویتنام
جنگ ویتنام اغلب به دلیل استفاده از پرسنل وظیفه، عدم محبوبیت جنگ در بین مردم آمریکا و محدودیت‌های ناامیدکننده‌ای که رهبران سیاسی ایالات متحده بر نیروی زمینی اعمال می‌کردند، به عنوان نقطه ضعف نیروی زمینی ایالات متحده در نظر گرفته می‌شود. در حالی که نیروهای آمریکایی از سال ۱۹۵۹ در ویتنام جنوبی، در نقش‌های اطلاعاتی و مشاوره‌ای/آموزشی مستقر بودند، تا سال ۱۹۶۵، پس از حادثه خلیج تونکین، به تعداد زیاد اعزام نشدند. نیروهای آمریکایی به‌طور مؤثر کنترل میدان نبرد «سنتی» را برقرار و حفظ کردند، اما در مقابله با تاکتیک‌های چریکی ویت کنگ کمونیست و ارتش خلق ویتنام با مشکل مواجه شدند.
در طول دهه ۱۹۶۰، وزارت دفاع به بررسی دقیق نیروهای ذخیره ادامه داد و تعداد لشکرها و تیپ‌ها و همچنین افزونگی حفظ دو جزء ذخیره، گارد ملی ارتش و ذخیره نیروی زمینی را زیر سؤال برد. در سال ۱۹۶۷، رابرت مک‌نامارا، وزیر دفاع، تصمیم گرفت که ۱۵ لشکر رزمی در گارد ملی ارتش غیرضروری هستند و این تعداد را به هشت لشکر (یک لشکر پیاده مکانیزه، دو لشکر زرهی و پنج لشکر پیاده) کاهش داد، اما تعداد تیپ‌ها را از هفت به ۱۸ (یک تیپ هوابرد، یک تیپ زرهی، دو تیپ پیاده مکانیزه و ۱۴ تیپ پیاده) افزایش داد. از دست دادن این لشکرها به مذاق ایالت‌ها خوش نیامد. اعتراضات آنها شامل ترکیب ناکافی عناصر مانور برای نیروهای باقی‌مانده و پایان دادن به رویه چرخش فرماندهی لشکرها بین ایالت‌هایی بود که از آنها حمایت می‌کردند. طبق این پیشنهاد، فرماندهان لشکرهای باقی‌مانده قرار بود در ایالت پایگاه لشکر اقامت کنند. با این حال، قرار نبود هیچ کاهشی در کل قدرت گارد ملی ارتش رخ دهد، که فرمانداران را متقاعد کرد که این طرح را بپذیرند. ایالت‌ها نیروهای خود را بر این اساس بین ۱ دسامبر ۱۹۶۷ و ۱ مه ۱۹۶۸ سازماندهی مجدد کردند.

### ۱۹۷۰ تا ۱۹۹۰
سیاست نیروی کامل توسط رئیس ستاد ارتش، ژنرال کریتون آبرامز، پس از جنگ ویتنام اتخاذ شد و شامل برخورد با سه جزء ارتش - ارتش منظم، گارد ملی ارتش و نیروی ذخیره ارتش به عنوان یک نیروی واحد بود. درهم تنیدگی سه جزء ارتش توسط ژنرال آبرامز، عملیات گسترده را بدون مشارکت گارد ملی ارتش و نیروی ذخیره ارتش در نقش پشتیبانی عمدتاً رزمی غیرممکن ساخت. نیروی زمینی با تأکید بیشتر بر آموزش مطابق با استانداردهای عملکرد خاص، که توسط اصلاحات ژنرال ویلیام ای. دیپوی، اولین فرماندهی آموزش و دکترین نیروی زمینی ایالات متحده، هدایت می‌شد، به یک نیروی کاملاً داوطلبانه تبدیل شد. پس از پیمان کمپ دیوید که توسط مصر و اسرائیل امضا شد و در سال ۱۹۷۸ با میانجیگری رئیس‌جمهور جیمی کارتر به دست آمد، به عنوان بخشی از این توافق، ایالات متحده و مصر توافق کردند که یک آموزش نظامی مشترک به رهبری هر دو کشور وجود داشته باشد که معمولاً هر ۲ سال یکبار برگزار می‌شود و این رزمایش با نام رزمایش ستاره درخشان شناخته می‌شود.
دهه ۱۹۸۰ عمدتاً دهه سازماندهی مجدد بود. قانون گلدواتر-نیکولز در سال ۱۹۸۶، فرماندهی‌های رزمی یکپارچه‌ای را ایجاد کرد که نیروی زمینی را به همراه چهار سرویس نظامی دیگر تحت ساختارهای فرماندهی یکپارچه و از نظر جغرافیایی سازماندهی شده گرد هم آورد. نیروی زمینی همچنین در تهاجم به گرنادا در سال ۱۹۸۳ (عملیات خشم فوری) و پاناما در سال ۱۹۸۹ (عملیات آرمان عادلانه) نقش داشت.
تا سال ۱۹۸۹، آلمان به اتحاد مجدد نزدیک می‌شد و جنگ سرد به پایان خود نزدیک می‌شد. رهبری نیروی زمینی با شروع برنامه‌ریزی برای کاهش نیرو واکنش نشان داد. تا نوامبر ۱۹۸۹، گزارشگران پنتاگون در حال تدوین برنامه‌هایی برای کاهش ۲۳ درصدی قدرت نهایی نیروی زمینی از ۷۵۰۰۰۰ به ۵۸۰۰۰۰ نفر بودند. در این طرح، از تعدادی مشوق مانند بازنشستگی زودهنگام استفاده شد.

### دهه ۱۹۹۰
در سال ۱۹۹۰، عراق به همسایه کوچک‌تر خود، کویت، حمله کرد و نیروهای زمینی ایالات متحده به سرعت برای تضمین حفاظت از عربستان سعودی مستقر شدند. در ژانویه ۱۹۹۱ عملیات طوفان صحرا آغاز شد، ائتلافی به رهبری ایالات متحده که بیش از ۵۰۰۰۰۰ سرباز، که بخش عمده آنها از واحدهای نیروی زمینی ایالات متحده بودند، را برای بیرون راندن نیروهای عراقی مستقر کرد. این لشکرکشی با پیروزی کامل به پایان رسید، زیرا نیروهای ائتلاف غربی ارتش عراق را شکست دادند. برخی از بزرگ‌ترین نبردهای تانک در تاریخ در طول جنگ خلیج فارس رخ داد. نبرد مدینا ریج، نبرد نورفولک و نبرد ۷۳ ایستینگ، نبردهای تانک با اهمیت تاریخی بودند.
پس از عملیات طوفان صحرا، نیروی زمینی در ادامه دهه ۱۹۹۰ شاهد عملیات رزمی عمده‌ای نبود، اما در تعدادی از فعالیت‌های حفظ صلح شرکت کرد. در سال ۱۹۹۰، وزارت دفاع پس از بررسی سیاست کل نیروها، راهنمایی‌هایی برای «تجدید توازن» صادر کرد، اما در سال ۲۰۰۴، محققان کالج جنگ هوایی نیروی هوایی ایالات متحده به این نتیجه رسیدند که این راهنمایی‌ها، سیاست کل نیروها را که «عنصری اساسی برای کاربرد موفقیت‌آمیز نیروی نظامی» است، معکوس می‌کند.

### جنگ افغانستان و عراق
در ۱۱ سپتامبر ۲۰۰۱، شمار ۵۳ غیرنظامی نیروی زمینی (۴۷ کارمند و ۶ پیمانکار) و ۲۲ سرباز در میان ۱۲۵ قربانی کشته شده در پنتاگون در یک حمله تروریستی بودند، که در آن پرواز ۷۷ خطوط هوایی آمریکا که توسط پنج هواپیماربای القاعده هدایت می‌شد، به ضلع غربی ساختمان برخورد کرد و بخشی از حملات ۱۱ سپتامبر بود. در پاسخ به حملات ۱۱ سپتامبر و به عنوان بخشی از جنگ علیه تروریسم، نیروهای ایالات متحده و ناتو در اکتبر ۲۰۰۱ به افغانستان حمله کردند و دولت طالبان را سرنگون کردند. نیروی زمینی ایالات متحده همچنین رهبری حمله مشترک ایالات متحده و متحدانش به عراق را در سال ۲۰۰۳ برعهده داشت. این نیرو با توانایی خود در حفظ عملیات استقرار کوتاه مدت و بلند مدت، به عنوان منبع اصلی نیروهای زمینی عمل کرد. در سال‌های بعد، مأموریت از درگیری بین ارتش‌های منظم به ضد شورش تغییر یافت و منجر به کشته شدن بیش از ۴۰۰۰ نفر از اعضای نیروهای مسلح ایالات متحده (تا مارس ۲۰۰۸) و زخمی شدن هزاران نفر دیگر شد. بین سال‌های ۲۰۰۳ تا ۲۰۱۱، شمار ۲۳۸۱۳ شورشی در عراق کشته شدند.

### طرح نوسازی
تا سال ۲۰۰۹ طرح اصلی نوسازی نیروی زمینی، که بلندپروازانه‌ترین طرح آن از زمان جنگ جهانی دوم بود، برنامه سیستم‌های رزمی آینده بود. در سال ۲۰۰۹، بسیاری از سیستم‌ها لغو شدند و بقیه در برنامه نوساز ادغام شدند. تا سال ۲۰۱۷، پروژه نوسازی تیپ تکمیل شد و ستاد آن، فرماندهی نوسازی تیپ، به فرماندهی نوسازی مشترک تغییر نام داد. در پاسخ به کاهش بودجه در سال ۲۰۱۳، قرار بود برنامه‌های نیروی زمینی به سطح سال ۱۹۴۰ کاهش یابد، اگرچه پیش‌بینی می‌شد که قدرت نهایی ارتش فعال تا پایان سال مالی ۲۰۱۷ به حدود ۴۵۰۰۰۰ سرباز کاهش یابد. از سال ۲۰۱۶ تا ۲۰۱۷، ارتش صدها هلیکوپتر نظارتی کیووا را بازنشسته کرد، در حالی که بالگردهای تهاجمی آپاچی خود را حفظ نمود. هزینه‌های تحقیق، توسعه و خرید نیروی زمینی در سال ۲۰۱۵ از ۳۲ میلیارد دلار پیش‌بینی شده در سال ۲۰۱۲ برای سال مالی ۲۰۱۵ به ۲۱ میلیارد دلار پیش‌بینی شده برای سال مالی ۲۰۱۵ در سال ۲۰۱۴ تغییر کرد.

## سازمان
نیروی زمینی آمریکا از ۵ بخش اصلی تشکیل شده است:
 
(۱) فرماندهی‌ها

(۲) اجزای خدماتی

(۳) واحدهای گزارش‌دهی مستقیم

(۴) ارتش‌های میدانی

(۵) شاخه‌ها
چهار فرماندهی اصلی:
- فرماندهی نیروهای زمینی ایالات متحده آمریکا
- فرماندهی تجهیزات نیروی زمینی ایالات متحده آمریکا
- فرماندهی آموزش و دکترین نیروی زمینی آمریکا
- فرماندهی آینده نیروی زمینی ایالات متحده

اجزای خدماتی:
- نیروی زمینی مرکزی ایالات متحده آمریکا
- نیروی زمینی شمالی ایالات متحده آمریکا
- نیروی زمینی جنوبی ایالات متحده آمریکا
- نیروی زمینی اروپا و آفریقای ایالات متحده آمریکا
- نیروی زمینی ایالات متحده آمریکا در اقیانوس آرام
- فرماندهی عملیات ویژه نیروی زمینی ایالات متحده آمریکا
- فرماندهی دفاع موشکی و فضایی نیروی زمینی ایالات متحده آمریکا
- فرماندهی سایبری نیروی زمینی آمریکا
- فرماندهی استقرار و توزیع سطحی نظامی

واحدهای گزارش‌دهی مستقیم:
- فرماندهی اطلاعات و امنیت نیروی زمینی
- سپاه مهندسی نیروی زمینی ایالات متحده آمریکا
- آکادمی نظامی ایالات متحده
- فرماندهی نیروهای ذخیره
- فرماندهی مدیریت تأسیسات نیروی زمینی
- کالج جنگ نیروی زمینی ایالات متحده آمریکا
- بخش تحقیقات جنایی نیروی زمینی ایالات متحده آمریکا
- فرماندهی پزشکی نیروی زمینی
- منطقه نظامی واشینگتن
- فرماندهی آزمایش و ارزیابی نیروی زمینی

ارتش‌های میدانی:
- ارتش اول ایالات متحده آمریکا
- ارتش سوم ایالات متحده آمریکا
- ارتش پنجم ایالات متحده آمریکا
- ارتش ششم ایالات متحده آمریکا
- ارتش هفتم ایالات متحده آمریکا
- ارتش هشتم ایالات متحده آمریکا
- ارتش نهم ایالات متحده آمریکا

شاخه‌های فرعی:
- شاخه زرهی
- شاخه پیاده‌نظام
- شاخه هوانوردی
- شاخه توپخانه صحرایی
- شاخه توپخانه پدافند هوایی
- سپاه سیگنال
- سپاه مهندسی
- سپاه ترابری
- سپاه مهمات
- سپاه اطلاعات نظامی
- سپاه پلیس نظامی
- سپاه سایبری
- سپاه شیمیایی
- نیروهای ویژه
- پرستاری نیروی زمینی ایالات متحده آمریکا
- فرماندهی دندانپزشکی
- فرماندهی امور مدنی و عملیات روانی

## فرماندهان
ارشدترین جایگاه در نیروی زمینی آمریکا، رئیس ستاد نیروی زمینی است و نفر دوم جانشین (یا معاون) رئیس ستاد می‌باشد.
از سال ۱۹۰۳ و تعریف جایگاهی به‌عنوان رئیس ستاد نیروی زمینی، فهرست افسران و طول سالهایی که در این سمت فعالیت کرده‌اند، به صورت زیر است.
| No. | تصویر                     | نام                                         | دوره            | دوره             | دوره           | شاخه                | وزیر:                                                        | وزیر:                                                | Ref.          |
| No. | تصویر                     | نام                                         | تصدی سمت        | پایان سمت        | مدت زمان       | شاخه                | وزیر جنگ ایالات متحده آمریکا / وزیر ارتش ایالات متحده آمریکا | وزیر دفاع ایالات متحده آمریکا                        | Ref.          |
| --- | ------------------------- | ------------------------------------------- | --------------- | ---------------- | -------------- | ------------------- | ------------------------------------------------------------ | ---------------------------------------------------- | ------------- |
| ۱   | ساموئل بالدوین مارکس یانگ | سپهبد ساموئل بالدوین مارکس یانگ (۱۹۲۴–۱۸۴۰) | ۱۵ اوت ۱۹۰۳     | ۸ ژانویه ۱۹۰۴    | ۱۴۶ روز        | سواره‌نظام           | الیو روت                                                     | —                                                    | [ ۱۳ ]        |
| ۲   | آدنا چافی                 | سپهبد آدنا چافی (۱۹۱۴–۱۸۴۲)                 | ۹ ژانویه ۱۹۰۴   | ۱۴ ژانویه ۱۹۰۶   | ۲ سال، ۵ روز   | سواره‌نظام           | الیو روت ویلیام هووارد تفت                                   | —                                                    | [ ۱۳ ]        |
| ۳   | جان کوالتر بیتس           | سپهبد جان کوالتر بیتس (۱۹۱۹–۱۸۴۲)           | ۱۵ ژانویه ۱۹۰۶  | ۱۳ آوریل ۱۹۰۶    | ۸۹ روز         | پیاده‌نظام           | ویلیام هووارد تفت                                            | —                                                    | [ ۱۳ ]        |
| ۴   | جیمز فرانکلین بل          | سرلشکر جیمز فرانکلین بل (۱۹۱۹–۱۸۵۶)         | ۱۴ آوریل ۱۹۰۶   | ۲۱ آوریل ۱۹۱۰    | ۴ سال، ۷ روز   | سواره‌نظام           | ویلیام هووارد تفت لوک ادوارد رایت جیکوب دیکینسون             | —                                                    | [ ۱۳ ]        |
| ۵   | لئونارد وود               | سرلشکر لئونارد وود (۱۹۲۷–۱۸۶۰)              | ۲۲ آوریل ۱۹۱۰   | ۲۱ آوریل ۱۹۱۴    | ۳ سال، ۳۶۴ روز | پزشکی و سواره‌نظام   | جیکوب دیکینسون هنری استیمسون لیندلی میلر گریسون              | —                                                    | [ ۱۳ ]        |
| ۶   | ویلیام والاس وترسپون      | سرلشکر ویلیام والاس وترسپون (۱۹۲۱–۱۸۵۰)     | ۲۲ آوریل ۱۹۱۴   | ۱۶ نوامبر ۱۹۱۴   | ۲۰۸ روز        | پیاده‌نظام           | لیندلی میلر گریسون                                           | —                                                    | [ ۱۳ ]        |
| ۷   | هیو لنوکس اسکات           | سرلشکر هیو لنوکس اسکات (۱۹۳۴–۱۸۵۳)          | ۱۷ نوامبر ۱۹۱۴  | ۲۲ سپتامبر ۱۹۱۷  | ۲ سال، ۳۰۹ روز | سواره‌نظام           | لیندلی میلر گریسون نیوتن دی. بیکر                            | —                                                    | [ ۱۳ ]        |
| ۸   | تاسکر هووارد بلیز         | ژنرال تاسکر هووارد بلیز (۱۹۳۰–۱۸۵۳)         | ۲۳ سپتامبر ۱۹۱۷ | ۱۹ مه ۱۹۱۸       | ۲۳۸ روز        | توپخانه             | نیوتن دی. بیکر                                               | —                                                    | [ ۱۳ ]        |
| ۹   | پیتون سی. مارچ            | ژنرال پیتون سی. مارچ (۱۹۵۵–۱۸۶۴)            | ۲۰ مه ۱۹۱۸      | ۳۰ ژوئن ۱۹۲۱     | ۳ سال، ۴۱ روز  | توپخانه             | نیوتن دی. بیکر جان دبلیو. ویکس                               | —                                                    | [ ۱۳ ]        |
| ۱۰  | جان جی. پرشینگ            | ژنرال ۵-ستاره جان جی. پرشینگ (۱۹۴۸–۱۸۶۰)    | ۱ ژوئیه ۱۹۲۱    | ۱۳ سپتامبر ۱۹۲۴  | ۳ سال، ۷۴ روز  | سواره‌نظام           | جان دبلیو. ویکس                                              | —                                                    | [ ۱۳ ]        |
| ۱۱  | جان لئونارد هاینز         | سرلشکر جان لئونارد هاینز (۱۹۶۸–۱۸۶۸)        | ۱۴ سپتامبر ۱۹۲۴ | ۲۰ نوامبر ۱۹۲۶   | ۲ سال، ۶۸ روز  | پیاده‌نظام           | جان دبلیو. ویکس دوایت اف دیویس                               | —                                                    | [ ۱۳ ]        |
| ۱۲  | چارلز پلوت سامرال         | ژنرال چارلز پلوت سامرال (۱۹۵۵–۱۸۶۷)         | ۲۱ نوامبر ۱۹۲۶  | ۲۰ نوامبر ۱۹۳۰   | ۳ سال، ۳۶۴ روز | پیاده‌نظام و توپخانه | دوایت اف دیویس جیمز ویلیام گود پاتریک جی. هرلی               | —                                                    | [ ۱۳ ]        |
| ۱۳  | داگلاس مک‌آرتور            | ژنرال داگلاس مک‌آرتور (۱۹۶۴–۱۸۸۰)            | ۲۱ نوامبر ۱۹۳۰  | ۱ اکتبر ۱۹۳۵     | ۴ سال، ۳۱۵ روز | سپاه مهندسی         | پاتریک جی. هرلی جورج درن                                     | —                                                    | [ ۱۳ ]        |
| ۱۴  | مالین کریگ                | ژنرال مالین کریگ (۱۹۴۵–۱۸۷۵)                | ۲ اکتبر ۱۹۳۵    | ۳۱ اوت ۱۹۳۹      | ۳ سال، ۳۳۳ روز | پیاده‌نظام           | جورج درن هری هاینز وودرینگ                                   | —                                                    | [ ۱۳ ]        |
| ۱۵  | جرج مارشال                | ژنرال ۵-ستاره جرج مارشال (۱۹۵۹–۱۸۸۰)        | ۱ سپتامبر ۱۹۳۹  | ۱۸ نوامبر ۱۹۴۵   | ۶ سال، ۷۸ روز  | پیاده‌نظام           | هری هاینز وودرینگ هنری استیمسون رابرت پی. پترسون             | —                                                    | [ ۱۳ ]        |
| ۱۶  | دوایت آیزنهاور            | ژنرال ۵-ستاره دوایت آیزنهاور (۱۹۶۹–۱۸۹۰)    | ۱۹ نوامبر ۱۹۴۵  | ۶ فوریه ۱۹۴۸     | ۲ سال، ۷۹ روز  | پیاده‌نظام           | رابرت پی. پترسون کنت کلیبورن رویال                           | جیمز فورستال                                         | [ ۱۳ ]        |
| ۱۷  | عمر بردلی                 | ژنرال عمر بردلی (۱۹۸۱–۱۸۹۳)                 | ۷ فوریه ۱۹۴۸    | ۱۵ اوت ۱۹۴۹      | ۱ سال، ۱۸۹ روز | پیاده‌نظام           | کنت کلیبورن رویال گوردون گری                                 | جیمز فورستال لویی جانسون                             | [ ۱۳ ]        |
| ۱۸  | جوزف لاوتون کالینز        | ژنرال جوزف لاوتون کالینز (۱۹۸۷–۱۸۹۶)        | ۱۶ اوت ۱۹۴۹     | ۱۴ اوت ۱۹۵۳      | ۳ سال، ۳۶۳ روز | پیاده‌نظام           | گوردون گری فرانک پیس رابرت تی. استیونز                       | لویی جانسون جرج مارشال رابرت لاوت چارلز اروین ویلسون | [ ۱۳ ]        |
| ۱۹  | متیو ریجوی                | ژنرال متیو ریجوی (۱۹۹۳–۱۸۹۵)                | ۱۵ اوت ۱۹۵۳     | ۲۹ ژوئن ۱۹۵۵     | ۱ سال، ۳۱۹ روز | پیاده‌نظام           | رابرت تی. استیونز                                            | چارلز اروین ویلسون                                   | [ ۱۳ ]        |
| ۲۰  | مکسول تیلور               | ژنرال مکسول تیلور (۱۹۸۷–۱۹۰۱)               | ۳۰ ژوئن ۱۹۵۵    | ۳۰ ژوئن ۱۹۵۹     | ۴ سال، ۰ روز   | توپخانه             | رابرت تی. استیونز ویلبر ام. بروکر                            | چارلز اروین ویلسون نیل اچ. مک‌الروی                   | [ ۱۳ ]        |
| ۲۱  | لیمن لمنیتزر              | ژنرال لیمن لمنیتزر (۱۹۸۸–۱۸۹۹)              | ۱ ژوئیه ۱۹۵۹    | ۳۰ سپتامبر ۱۹۶۰  | ۱ سال، ۹۱ روز  | پیاده‌نظام           | ویلبر ام. بروکر                                              | نیل اچ. مک‌الروی توماس اس. گیتس                       | [ ۱۳ ]        |
| ۲۲  | جورج دکر                  | ژنرال جورج دکر (۱۹۸۰–۱۹۰۲)                  | ۱ اکتبر ۱۹۶۰    | ۳۰ سپتامبر ۱۹۶۲  | ۱ سال، ۳۶۴ روز | پیاده‌نظام           | ویلبر ام. بروکر الویس جیکوب استار سایروس ونس                 | توماس اس. گیتس رابرت مک‌نامارا                        | [ ۱۳ ]        |
| ۲۳  | ارل ویلر                  | ژنرال ارل ویلر (۱۹۷۵–۱۹۰۸)                  | ۱ اکتبر ۱۹۶۲    | ۲ ژوئیه ۱۹۶۴     | ۱ سال، ۲۷۵ روز | پیاده‌نظام و زرهی    | سایروس ونس استیون ایلز                                       | رابرت مک‌نامارا                                       | [ ۱۳ ]        |
| ۲۴  | هارولد کیث جانسون         | ژنرال هارولد کیث جانسون (۱۹۸۳–۱۹۱۲)         | ۳ ژوئیه ۱۹۶۴    | ۲ ژوئیه ۱۹۶۸     | ۳ سال، ۳۶۵ روز | پیاده‌نظام           | استیون ایلز استنلی راجرز ریزور                               | رابرت مک‌نامارا کلارک کلیفورد                         | [ ۱۳ ]        |
| ۲۵  | ویلیام وستمورلند          | ژنرال ویلیام وستمورلند (۲۰۰۵–۱۹۱۴)          | ۳ ژوئیه ۱۹۶۸    | ۳۰ ژوئن ۱۹۷۲     | ۳ سال، ۳۶۳ روز | توپخانه             | استنلی راجرز ریزور رابرت فروهلک                              | کلارک کلیفورد ملوین لیرد                             | [ ۱۳ ]        |
| –   | بروس پالمر                | ژنرال بروس پالمر (۲۰۰۰–۱۹۱۳) سرپرست         | ۱ ژوئیه ۱۹۷۲    | ۱۱ اکتبر ۱۹۷۲    | ۱۰۲ روز        | پیاده‌نظام           | رابرت فروهلک                                                 | ملوین لیرد                                           | [ ۱۳ ]        |
| ۲۶  | کریگتون آبرامز            | ژنرال کریگتون آبرامز (۱۹۷۴–۱۹۱۴)            | ۱۲ اکتبر ۱۹۷۲   | ۴ سپتامبر ۱۹۷۴ † | ۱ سال، ۳۲۷ روز | زرهی                | رابرت فروهلک بو کالاوی                                       | ملوین لیرد الیوت ریچاردسون جیمز شلسینگر              | [ ۱۳ ]        |
| –   |                           | ژنرال فردریک ویاند (۱۹۱۶–۲۰۱۰)              | ۵ سپتامبر ۱۹۷۴  | ۴ اکتبر ۱۹۷۴     | ۲۹ روز         | پیاده‌نظام و اطلاعات | بو کالاوی مارتین ریچارد هافمن                                | جیمز شلسینگر دونالد رامسفلد                          | [ ۱۴ ] [ ۱۵ ] |
| ۲۷  | ۴ اکتبر ۱۹۷۴              | ژنرال فردریک ویاند (۱۹۱۶–۲۰۱۰)              | ۳۰ سپتامبر ۱۹۷۶ | ۱ سال، ۳۶۲ روز   | [ ۱۳ ]         | پیاده‌نظام و اطلاعات | بو کالاوی مارتین ریچارد هافمن                                | جیمز شلسینگر دونالد رامسفلد                          |               |
| ۲۸  | برنارد ویلیام راجرز       | ژنرال برنارد ویلیام راجرز (۲۰۰۸–۱۹۲۱)       | ۱ اکتبر ۱۹۷۶    | ۲۱ ژوئن ۱۹۷۹     | ۲ سال، ۲۶۳ روز | پیاده‌نظام           | مارتین ریچارد هافمن کلیفورد الکساندر جونیور                  | دونالد رامسفلد هرولد براون                           | [ ۱۳ ]        |
| ۲۹  | ادوارد چارلز مایر         | ژنرال ادوارد چارلز مایر (۲۰۲۰–۱۹۲۸)         | ۲۲ ژوئن ۱۹۷۹    | ۲۱ ژوئن ۱۹۸۳     | ۳ سال، ۳۶۴ روز | پیاده‌نظام           | کلیفورد الکساندر جونیور جان اوتو مارش                        | هرولد براون کاسپار واینبرگر                          | [ ۱۳ ]        |
| ۳۰  | جان آدامز ویکهام          | ژنرال جان آدامز ویکهام (۲۰۲۴–۱۹۲۸)          | ۲۳ ژوئن ۱۹۸۳    | ۲۳ ژوئن ۱۹۸۷     | ۴ سال، ۰ روز   | پیاده‌نظام           | جان اوتو مارش                                                | کاسپار واینبرگر                                      | [ ۱۳ ]        |
| ۳۱  | کارل ووئونو               | ژنرال کارل ووئونو (زادهٔ ۱۹۳۴)               | ۲۳ ژوئن ۱۹۸۷    | ۲۱ ژوئن ۱۹۹۱     | ۳ سال، ۳۶۳ روز | توپخانه             | جان اوتو مارش مایکل پی. دبلیو. استون                         | کاسپار واینبرگر فرانک کارلوچی دیک چینی               | [ ۱۳ ]        |
| ۳۲  | گوردون سالیوان            | ژنرال گوردون سالیوان (۲۰۲۴–۱۹۳۷)            | ۲۱ ژوئن ۱۹۹۱    | ۲۰ ژوئن ۱۹۹۵     | ۳ سال، ۳۶۴ روز | زرهی و مکانیزه      | مایکل پی. دبلیو. استون توگو دی وست جونیور                    | دیک چینی لس آسپین ویلیام پری                         | [ ۱۳ ]        |
| ۳۳  | دنیس رایمر                | ژنرال دنیس رایمر (زادهٔ ۱۹۳۹)                | ۲۰ ژوئن ۱۹۹۵    | ۲۱ ژوئن ۱۹۹۹     | ۴ سال، ۱ روز   | توپخانه و مکانیزه   | توگو دی وست جونیور لویی کالدرا                               | ویلیام پری ویلیام اس. کوهن                           | [ ۱۳ ]        |
| ۳۴  | اریک شینسکی               | ژنرال اریک شینسکی (زادهٔ ۱۹۴۲)               | ۲۱ ژوئن ۱۹۹۹    | ۱۱ ژوئن ۲۰۰۳     | ۳ سال، ۳۵۵ روز | سواره‌نظام           | لویی کالدرا توماس ای. وایت                                   | ویلیام اس. کوهن دونالد رامسفلد                       | [ ۱۳ ]        |
| –   | جک کین                    | ژنرال جک کین (زادهٔ ۱۹۴۳) سرپرست             | ۱۱ ژوئن ۲۰۰۳    | ۱ اوت ۲۰۰۳       | ۵۱ روز         | پیاده‌نظام           | لس براونلی                                                   | دونالد رامسفلد                                       | [ ۱۶ ]        |
| ۳۵  | پیتر شومیکر               | ژنرال پیتر شومیکر (زادهٔ ۱۹۴۶)               | ۱ اوت ۲۰۰۳      | ۱۰ آوریل ۲۰۰۷    | ۳ سال، ۲۵۲ روز | نیروهای ویژه        | فرانسیس جی. هاروی پیت گرن                                    | دونالد رامسفلد رابرت گیتس                            | [ ۱۳ ]        |
| ۳۶  | جورج ویلیام کیسی جونیور   | ژنرال جورج ویلیام کیسی جونیور (زادهٔ ۱۹۴۸)   | ۱۰ آوریل ۲۰۰۷   | ۱۱ آوریل ۲۰۱۱    | ۴ سال، ۱ روز   | زرهی و مکانیزه      | پیت گرن جان ام. مک‌هیو                                        | رابرت گیتس                                           | [ ۱۷ ]        |
| ۳۷  | مارتین دمپسی              | ژنرال مارتین دمپسی (زادهٔ ۱۹۵۲)              | ۱۱ آوریل ۲۰۱۱   | ۷ سپتامبر ۲۰۱۱   | ۱۴۹ روز        | زرهی                | جان ام. مک‌هیو                                                | رابرت گیتس لئون پانه‌تا                               | [ ۱۸ ]        |
| ۳۸  | ریموند تی. اودیرنو        | ژنرال ریموند تی. اودیرنو (۲۰۲۱–۱۹۵۴)        | ۷ سپتامبر ۲۰۱۱  | ۱۴ اوت ۲۰۱۵      | ۳ سال، ۳۴۱ روز | توپخانه             | جان ام. مک‌هیو                                                | لئون پانه‌تا چاک هیگل اشتون کارتر                     | [ ۱۹ ]        |
| ۳۹  | مارک میلی                 | ژنرال مارک میلی (زادهٔ ۱۹۵۸)                 | ۱۴ اوت ۲۰۱۵     | ۹ اوت ۲۰۱۹       | ۳ سال، ۳۶۰ روز | زرهی                | جان ام. مک‌هیو اریک فانینگ مارک اسپر رایان دی. مک‌کارتی        | اشتون کارتر جیمز متیس مارک اسپر                      | [ ۲۰ ]        |
| ۴۰  | جیمز مک‌کانویل             | ژنرال جیمز مک‌کانویل (زادهٔ ۱۹۵۹)             | ۹ اوت ۲۰۱۹      | ۴ اوت ۲۰۲۳       | ۳ سال، ۳۶۰ روز | هوانوردی            | رایان دی. مک‌کارتی کریستین وورموث                             | مارک اسپر لوید آستین                                 | [ ۲۱ ]        |
| –   |                           | ژنرال رندی جرج (زاده ۱۹۶۴)                  | ۴ اوت ۲۰۲۳      | ۲۱ سپتامبر ۲۰۲۳  | ۴۸ روز         | پیاده‌نظام           | کریستین وورموث                                               | لوید آستین پیت هگست                                  | [ ۲۲ ]        |
| ۴۱  | ۲۱ سپتامبر ۲۰۲۳           | ژنرال رندی جرج (زاده ۱۹۶۴)                  | متصدی           | ۱ سال، ۳۱۴ روز   | [ ۲۳ ]         | پیاده‌نظام           | کریستین وورموث                                               | لوید آستین پیت هگست                                  |               |

## نگارخانه

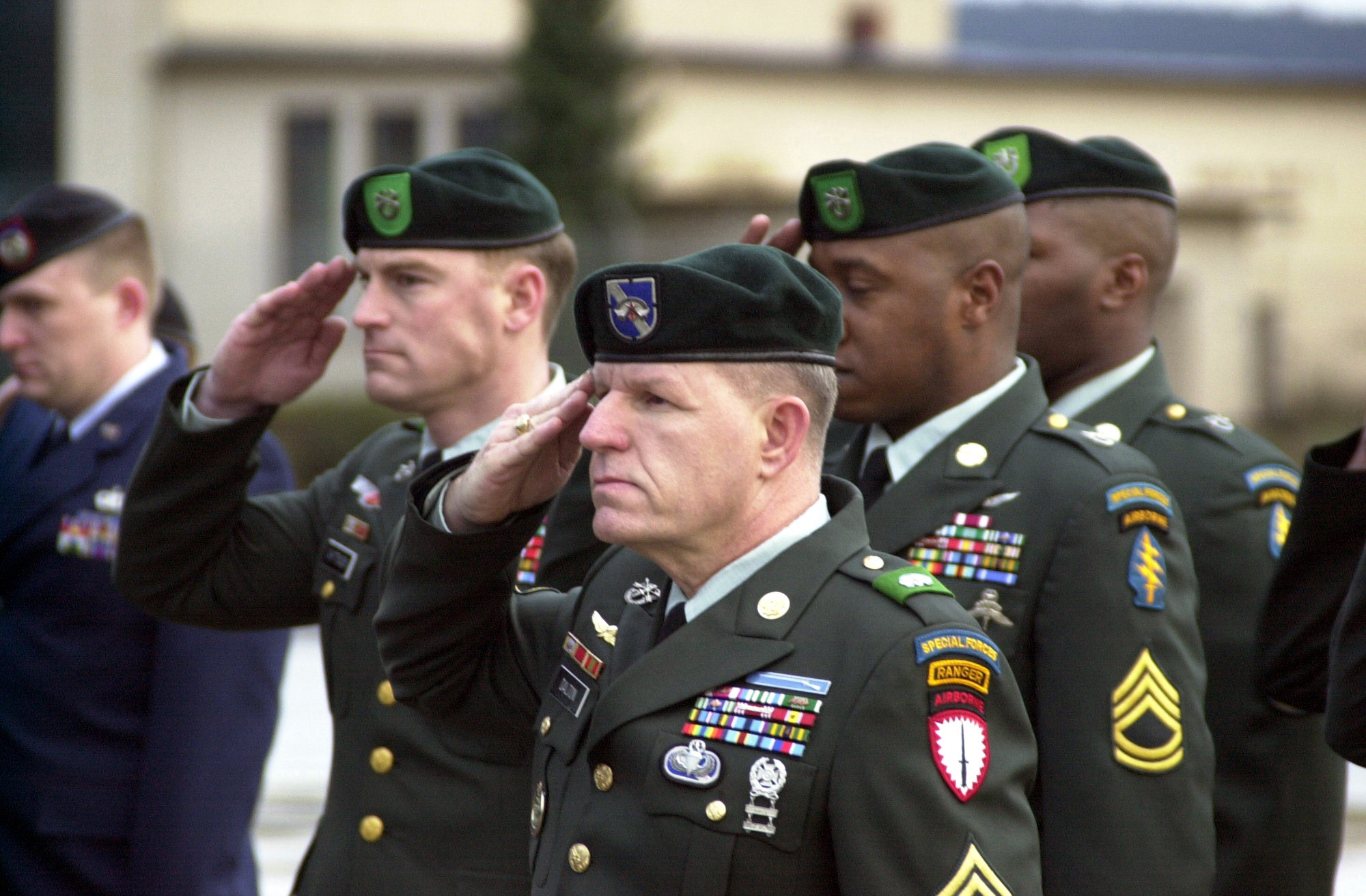
کماندوهای کلاه سبز ویژه نیروهای زمینی ارتش آمریکا
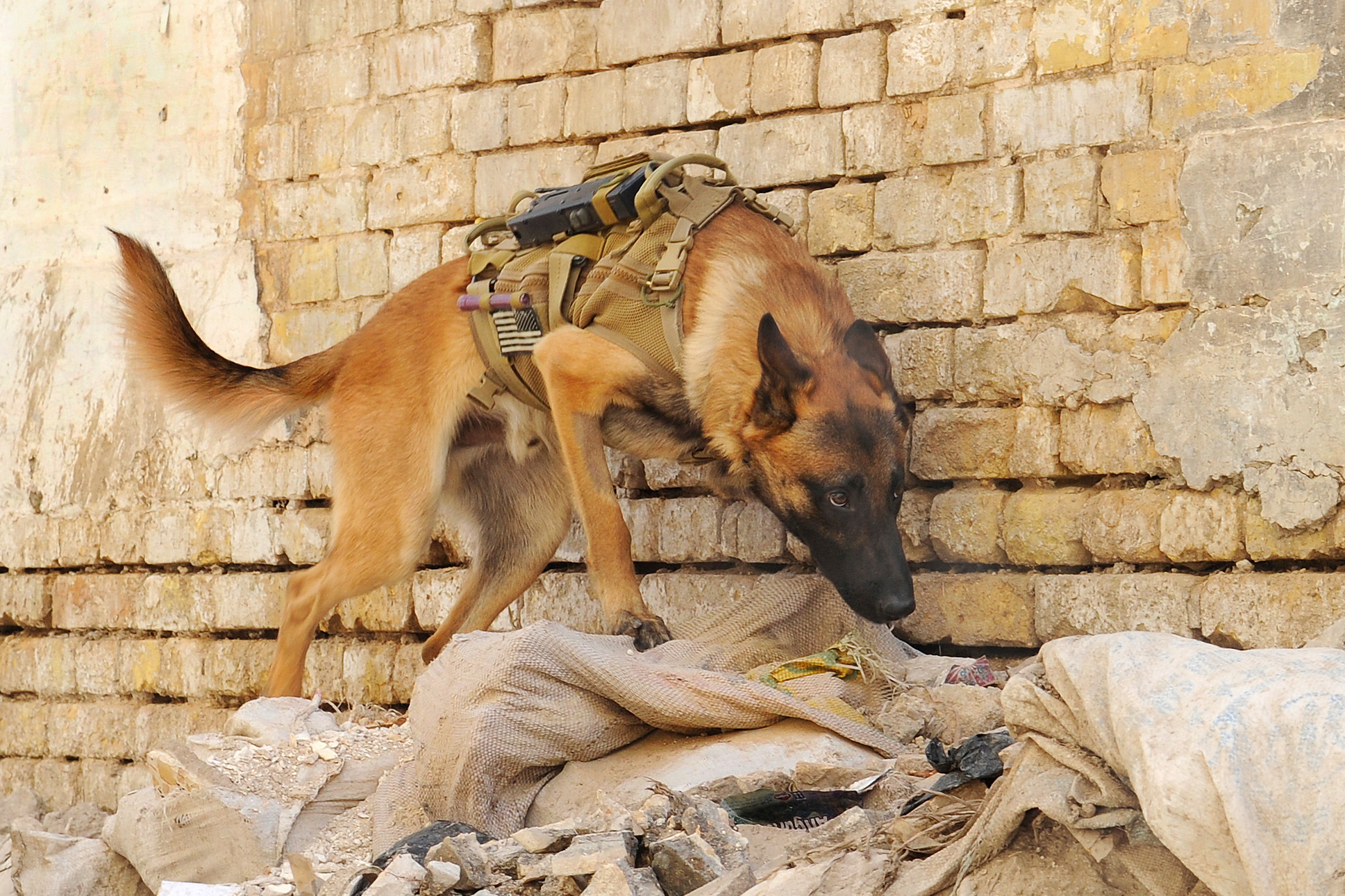
یک سگ تربیت شده از پیاده نظام ۷۳ گروهان پنجم گردان سوم در بغداد بدنبال سلاحهای گرم مخفی شده
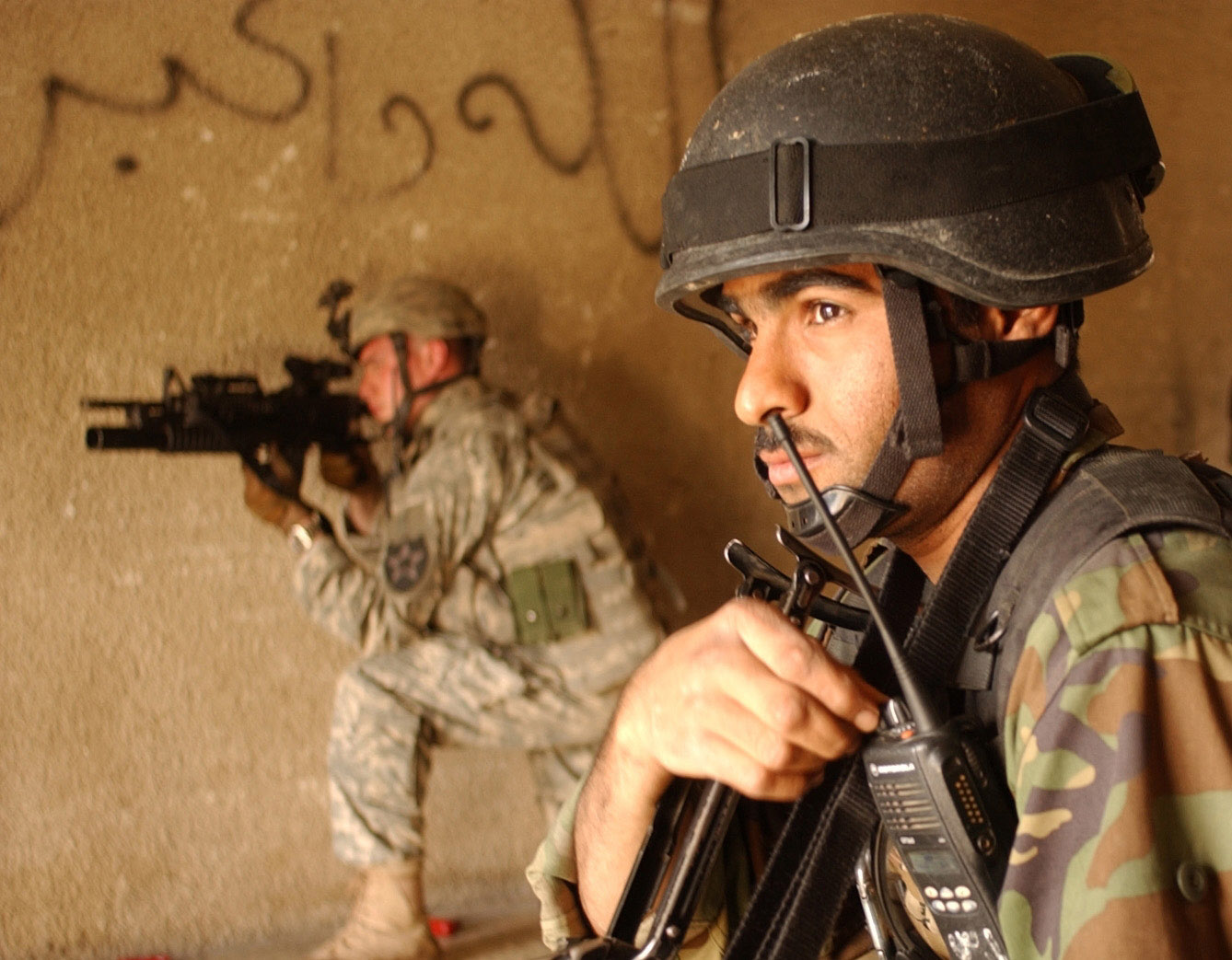
یک سرباز عراقی در کنار یک سرباز آمریکایی از گردان دوم پیاده نظام ۱۲
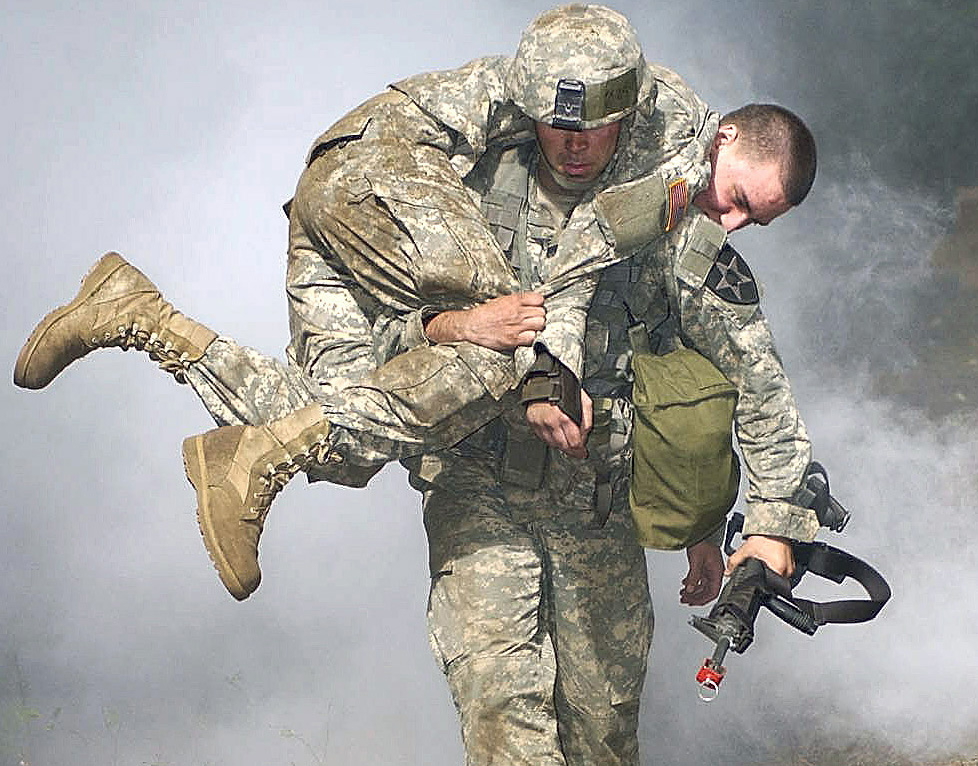
تمرینات امداد

## وبگاه رسمی
- www.army.mil